# Круропластика
Круропластика — пластическая операция по коррекции формы и размера голеней с помощью специальных имплантатов.
Имплантаты голени, применяемые при круропластике, представляют собой прочную эластичную оболочку продолговатой формы с гладкой или текстурированной поверхностью, заполненную силиконовым гелем.

## Показания
Круропластика является эстетической операцией, призванной исправить визуальные недостатки голеней:
- искривление ног;
- слишком худые икроножные мышцы;
- атрофированные после травм или заболеваний мышцы голени.

В связи с этим круропластика проводится по желанию пациента.

## Противопоказания
- Воспалительные процессы в области голени
- Опухоли ног
- Варикозное расширение вен
- Сахарный диабет
- Нарушение свертываемости крови
- Хронические заболевания в острой форме
- Возраст менее 18 лет

## Подбор имплантатов
Правильно подобранные и установленные имплантаты должны быть незаметны на ощупь и визуально. Строгих показаний при выборе имплантатов для голени не существует. Размер и форма подбирается совместно врачом и пациентом, исходя из анатомических особенностей голеней и пожеланий пациента. На протезы для круропластики дается пожизненная гарантия: они не повреждаются при движении и не деформируются со временем.
Специфическим осложнением данной операции является контурирование имплантата. Если протез был подобран неправильно, то со временем он начинает выделяться на контуре голени. В таком случае проводятся повторные операции по установке имплантата нужных формы и размера.

## Процедура
Круропластика, как и любая другая пластическая операция, требует проведения тщательного анализа, выявляющего все показания и противопоказания к хирургическому вмешательству.
Операция проходит под общей анестезией и длится 1,5-2 часа.
В подколенной ямке делается  разрез протяженностью 3-4 см, через который имплантат голени помещается под икроножную мышцу или её фасцию, позволяя заполнить необходимый контур. Именно так имплантат формирует желательный контур голени и увеличивает её объём.

## Послеоперационная реабилитация
Продолжительность реабилитации составляет от 7 до 10 дней. Как минимум месяц следует избегать тяжёлых физических нагрузок и носить компрессионное белье. В течение этого времени ходьба может сопровождаться болевыми ощущениями, которые снимаются обезболивающими препаратами.